# Zoo di Chonburi
Lo zoo di Chonburi o zoo di Khao Kheow (Khao Kheow Open Zoo) è un giardino zoologico situato a Chonburi, in Thailandia. Inaugurato nel 1978, accoglie ogni anno più di 600.000 visitatori. Ospita dei rari esemplari di gatto marmorizzato, secondo l'ISIS, ma anche ghepardi, giraffe e oranghi.